# Lemba yunnana
Lemba yunnana är en insektsart som beskrevs av Ma, E.-b. och Z. Zheng 1994. Lemba yunnana ingår i släktet Lemba och familjen gräshoppor. Inga underarter finns listade i Catalogue of Life.